# Engraulicypris sardella
Engraulicypris sardella е вид лъчеперка от семейство Шаранови (Cyprinidae), единствен представител на род Engraulicypris.

## Разпространение
Видът е разпространен в Малави, Мозамбик и Танзания.